# Michael Aroi
Michael „Mike” Aroi – nauruański polityk.
Były członek parlamentu Nauru. Jeden z pracowników ministerstwa spraw zagranicznych Nauru. Był też przewodniczącym Nauruańskiego Związku Futbolu Australijskiego (NAFA).